# Paspalum alcalinum
Paspalum alcalinum är en gräsart som beskrevs av Carl Christian Mez. Paspalum alcalinum ingår i släktet tvillinghirser, och familjen gräs. Inga underarter finns listade i Catalogue of Life.